# Cupuladria elegans
Cupuladria elegans är en mossdjursart som beskrevs av Lu 1991. Cupuladria elegans ingår i släktet Cupuladria och familjen Cupuladriidae. Inga underarter finns listade i Catalogue of Life.